# Asamblea de Guáimaro
La Asamblea Constituyente de Guáimaro se reunió el 10 de abril de 1869, en la localidad del mismo nombre de la provincia de Camagüey, Cuba. Fue la primera asamblea constituyente en la historia de Cuba, y su resultado principal fue la redacción de la primera constitución, que fue votada el mismo día 10 de abril. A partir de entonces la República en Armas fue reconocida por varios gobiernos y marcó su huella en el proceso evolutivo del pensamiento cubano.

## Antecedentes

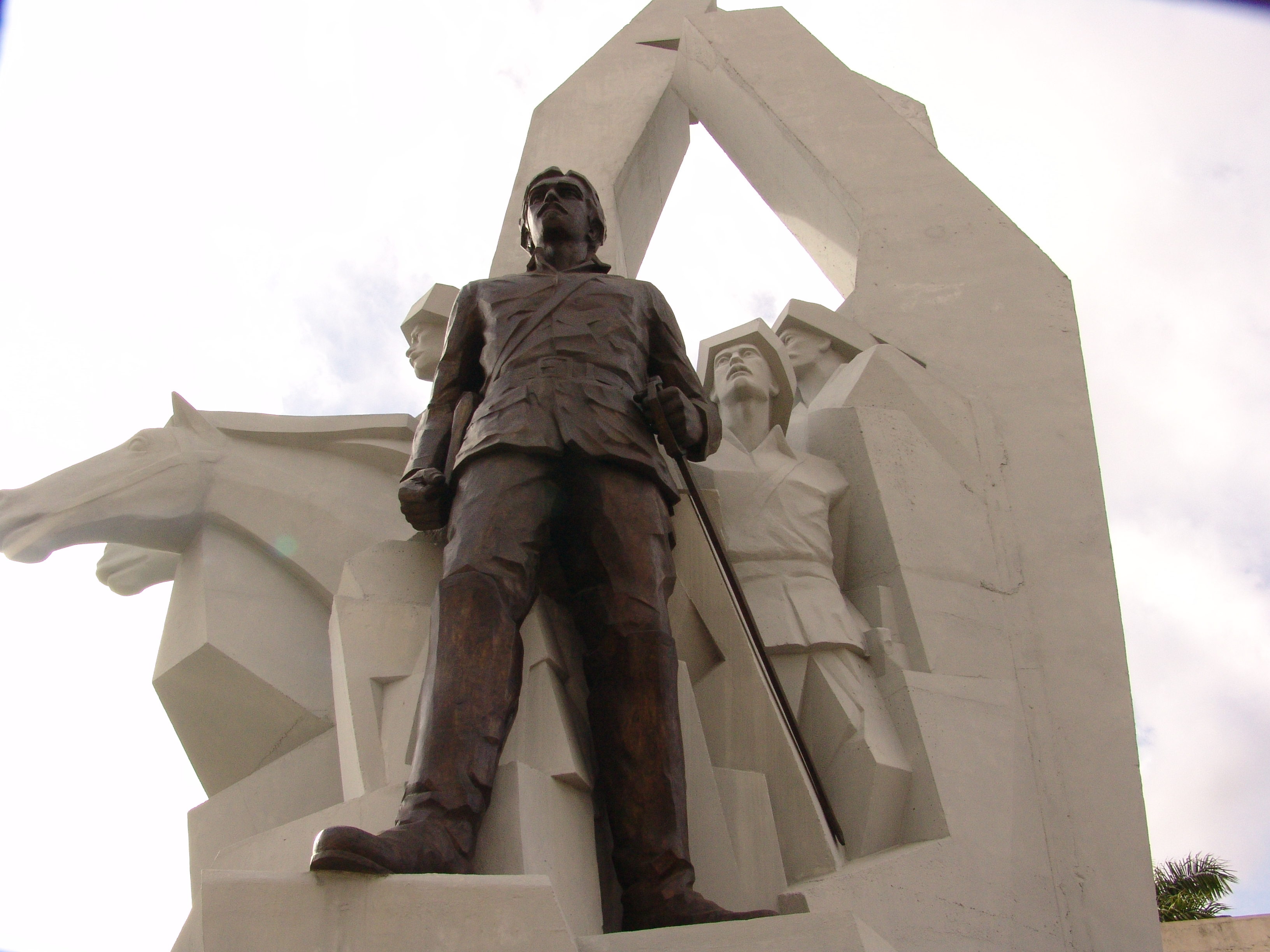
Estatua de Ignacio Agramonte, redactor de la Constitución de Guáimaro.

Desde el inicio de la guerra contra España, y producto de la gran desorganización en el plan de alzamiento conjunto de todas las fuerzas conspirativas (levantamiento de La Demajagua el 10 de octubre de 1868 y de Las Clavellinas el 4 de noviembre), la dirección de la lucha había quedado dividida entre los que luchaban en el Oriente cubano y los patriotas de Camagüey. Debido a esto se hacía imprescindible una reunión urgente para unir esfuerzos contra el enemigo común, y solucionar los problemas derivados de la no existencia de mando único y del regionalismo y la falta de unión que imperaba entre los protagonistas de la insurrección, que afectaban al prestigio internacional del movimiento independentista cubano. La ciudad de Guáimaro, por su posición estratégica entre ambos bandos, fue escogida para la asamblea.
En la asamblea, reunida bajo la presidencia de Carlos Manuel de Céspedes, jefe del gobierno provisional de Oriente, el acuerdo principal fue la redacción de la constitución, que regiría el tiempo que demorara la guerra de independencia de Cuba. Se sometió a votación el 10 de abril de 1869, siendo aprobada, y estuvo vigente hasta el 15 de marzo de 1878.

## Participantes
- Oriente (5): Carlos Manuel de Céspedes, Francisco Vicente Aguilera, Antonio Alcalá, Jesús Rodríguez Aguilera y José María Izaguirre.
- Camagüey (5): Ignacio Agramonte, Salvador Cisneros Betancourt, Miguel Betancourt Guerra, Antonio Zambrana y Francisco Sánchez Betancourt.
- Las Villas (6): Miguel Jerónimo Gutiérrez, Eduardo Machado Gómez, Antonio Lorda Ortegosa, Arcadio Severino García, Honorato del Castillo y Tranquilino Valdés.

## Desarrollo de la Asamblea

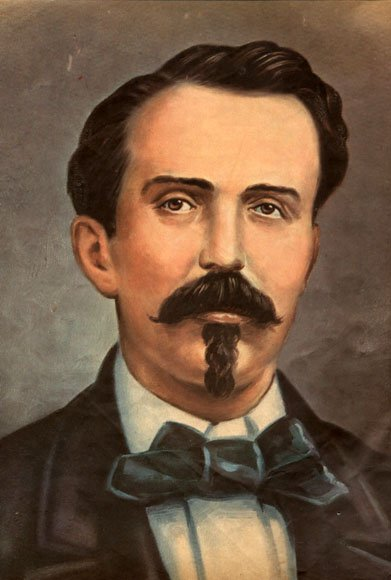
Carlos Manuel de Céspedes, presidente de la Asamblea de Guáimaro.

En la Asamblea de Guáimaro chocaron dos ideologías diferentes, sostenidas hasta el momento en el campo insurrecto: 
- Carlos Manuel de Céspedes que contaba con el respaldo de todos los representantes del oriente del país, planteaba la necesidad de un gobierno centralizado, que permitiese tomar decisiones rápidas y enérgicas para lograr una mayor reacción ante cualquier hecho que se produjese, con un mando único, donde las funciones civiles y militares fuesen controladas por la misma persona.
- Ignacio Agramonte, que contaba con el respaldo de los contingentes camagüeyanos y villareños, era partidario de crear un gobierno republicano dividiendo los poderes militar y civil, aunque colocando el poder civil por encima del militar. Además de esta forma buscaba una mayor participación de todos los sectores en la dirección de la contienda.

A pesar de las grandes tensiones Céspedes, en aras de la unidad, renunció a su criterio con lo cual se impuso el bloque conformado por camagüeyanos y villareños, en el cual marcó su impronta el joven abogado Ignacio Agramonte, de cuya pluma surgió el proyecto de Constitución, que regirá lo que dure la guerra de independencia.
Durante las discusiones se leyó una carta escrita por Ana Betancourt entregada a los hermanos Napoleón, reclamando el derecho de las mujeres a la igualdad y el cese de la explotación femenina, además del derecho de defender a la Patria en voz y acción. Ella no podía estar presente, pues no era delegada a la cita, pero su esposo leyó una carta suya que consiguió la emancipación de la mujer cubana.

### Acuerdos
Los delegados aprobaron una Carta Magna en la que se normaba la estructura del aparato directivo con la división en los poderes ejecutivo, legislativo y judicial, con la creación de una Cámara de Representantes para la dirección de las acciones. Carlos Manuel de Céspedes fue designado primer Presidente de la República en Armas, y como vicepresidente resultó elegido el camagüeyano Salvador Cisneros Betancourt.
Se dividía la República en cuatro Estados: Occidente, Las Villas, Camagüey y Oriente, con igual representación en la Cámara. Se seleccionó la bandera de la estrella solitaria o sea la diseñada en 1849 por Miguel Teurbe Tolón a partir de una idea del anexionista venezolano Narciso López, como la bandera oficial de Cuba mientras que el pabellón enarbolado por Céspedes en La Demajagua fue puesta en las sesiones de la Cámara de Representantes y conservada como parte del Tesoro Nacional. Se adoptó como himno oficial el compuesto el 20 de octubre de mil ochocientos sesenta y ocho en Bayamo por Perucho Figueredo. Tanto la bandera como el himno son los actuales.
Tanto poder tenía la Cámara de Representantes que se le otorgaba el derecho incluso de sustituir al Presidente de la República y otros cargos, error que perjudicó el curso de la guerra más adelante. La práctica en los campos de batalla le fue demostrando al Mayor, Ignacio Agramonte que los criterios de Céspedes eran más objetivos para desarrollar exitosamente la guerra, y tuvo la grandeza de reconocerlo e ir cambiando su política en sus campamentos militares.
Para resumir el verdadero resultado de la Asamblea de Guáimaro nadie mejor que el patriota Enrique Collazo cuando expresó: “…hicieron una República con una constitución modelo, aun cuando no teníamos un palmo de tierra seguro en que clavar nuestra bandera… hicieron ciudadanos cuando necesitábamos soldados, dieron en fin, al recién nacido, el régimen de vida de un hombre maduro.”
El artículo 24 de la Constitución estableció que Todos los habitantes de la República son enteramente libres: se remarcaba así el principio propugnado por Céspedes de la abolición de la esclavitud, condición imprescindible para el nacimiento de una nación verdaderamente libre y soberana. 
El 12 de abril culminó la Asamblea y fueron nombrados Carlos Manuel de Céspedes como presidente de la República de Cuba en Armas, Salvador Cisneros Betancourt como presidente de la Cámara de representantes e Ignacio Agramonte como Secretario de Guerra.